# Tapinoma
Tapinoma (von griechisch ταπείνωμα, „niedrige Lage“) ist eine Ameisengattung, welche zur Unterfamilie der Drüsenameisen (Dolichoderinae) gehört. Die Gattung umfasst derzeit 74 beschriebene Arten, die weltweit in tropischen und gemäßigten Klimazonen verbreitet sind.

## Merkmale
Tapinoma-Arbeiterinnen sind in der Größe, je nach Art, sehr unterschiedlich. Arbeiterinnen der Gattung sind innerhalb der Dolichoderinae, aber auch der Ameisen generell, markant durch den Bau des Stielabschnitts im hinteren Teil des Rumpfabschnitts, vor der Gaster, ausgezeichnet. Bei Ansicht von oben ist das Stielchen (Petiolus) unsichtbar, er wird vom nach vorn vorragenden Vorderrand der Gaster völlig verdeckt. Bei Seitenansicht sieht man, dass der Petiolus zu einer flachen, schuppenartigen Struktur reduziert ist. Eine nach oben vorragende, abgesetzte Schuppe oder eine knotenartige Verdickung sind, anders als bei den meisten Ameisengattungen, nicht ausgebildet. Die meisten anderen Dolichoderinae besitzen hier eine abgesetzte, immer deutlich sichtbare Schuppe auf dem Stielchen, mit Ausnahme der (zu Tapinoma eng verwandten) Gattung Technomyrmex, bei der die Bildung des Petiolus ähnlich erfolgt. Tapinoma und Technomyrmex sind am Bau der Gaster eindeutig unterscheidbar. Bei Ansicht genau von oben sind bei Technomyrmex fünf Tergite sichtbar, bei Tapinoma nur vier (das fünfte ist vorhanden, aber unter das vierte gebogen). Ein reduzierter Petiolus kommt in anderen Verwandtschaftsgruppen auch bei einigen anderen Gattungen, etwa bei der neuweltlichen Forelius vor, die dann oft mit Tapinoma verwechselt werden.
Weitere Merkmale sind: Die Mandibeln tragen 3 bis 7 Zähne, wobei diese von außen nach innen an Größe abnehmen, innen schließen noch bis zu 7 weitere Zähnchen an. Ein definierter Basalwinkel ist nicht erkennbar, der Basalrand geht ohne Absatz in die Kauleiste über. Am Pronotum fehlen aufrecht abstehende Haare (Unterschied zu Technomyrmex).
Bei Tapinoma-Arten ist die Scheitelregion des Kopfs konkav bis wenig konvex. Die runden Komplexaugen sitzen verhältnismäßig vorn am Kopf. Die Antennen bestehen meist aus 12 Segmenten, gelegentlich sind es nur 11, ausnahmsweise 8. Ihr Basalglied (Scapus) ist verhältnismäßig kurz, es überragt den Kopfhinterrand maximal mit etwa einem Drittel seiner Länge. Der Vorderrand des Kopfschilds ist variabel gestaltet: entweder ganzrandig, seicht ausgebuchtet oder bei einigen Arten mit einer markanten tiefen Kerbe. Es konnte gezeigt werden, dass die Kerbe ein besseres Vorstrecken der Mundwerkzeuge bei der Aufnahme von Flüssigkeiten aus engen Spalten, zum Beispiel Nektar aus Nektarien, erlaubt, also funktionale Bedeutung hat. Die Frontalkiele sind immer deutlich ausgebildet. Die Palpenformel lautet 6, 4 (Segmentzahl der Unterkiefertaster und Lippentaster). Das Propodeum (das in den Rumpfabschnitt integrierte erste Hinterleibssegment) ist deutlich gewinkelt, es trägt selten ein Paar Tuberkel. Dornen sind am Propodeum, wie am gesamten Rumpfabschnitt, nie vorhanden. Bei einigen Arten sind Propodeum und Metanorum nur durch ein Naht gegeneinander abgesetzt und bilden eine durchgehende Oberfläche. Die Gaster ist von oben nach unten (dorsoventral) etwas abgeflacht.
Bei Tapinoma-Arbeiterinnen sind normalerweise keine auffallenden Größenunterschiede zwischen den Individuen auszumachen, selten sind eine größere und eine kleinere Unterkaste unterscheidbar, dann werden die größeren Individuen manchmal Soldaten genannt.

## Biologie und Verbreitung
Die Gattung Tapinoma ist weltweit in allen Faunenreichen verbreitet. Sie fehlt, wie alle Ameisen, sowohl in der Antarktis wie in der Arktis. (Die im Süden Chiles vorkommende Tapinoma antarcticum wurde in die Gattung Forelius transferiert.)
Einige Arten, insbesondere die Art Tapinoma melanocephalum, sind vom Menschen fast weltweit verschleppt worden: Diese kommen auch auf isolierten ozeanischen Inseln vor, auf denen die Gattung sonst fehlt.
In Deutschland kommen zwei Arten von Tapinoma bodenständig im Freiland vor, hinzu kommen zwei vom Menschen eingeschleppte:
- Tapinoma erraticum (Latreille, 1798). Nur im Süden, im Wärmegebieten, besonders Kalktrockenrasen, fehlt auf Sandboden.
- Tapinoma subboreale (Seifert, 2012). Die Art war bis 2012 unter dem synonymen Namen Tapinoma ambiguum Emery, 1925 bekannt und ist unter diesem in zahlreichen Faunenwerken aufgeführt. Nördlicher als Tapinoma erraticum und auch in Sandgebieten verbreitet, kommt nördlich bis in den Süden Skandinaviens vor.
- Tapinoma magnum (Mayr, 1861). Die Art wurde bis 2017 meist in die Art Tapinoma nigerrimum (Nylander, 1856) mit einbezogen, in der sie (mit einigen weiteren Arten) einen schwer unterscheidbaren Artkomplex bildet und wurde bis 2012 meist mit Tapinoma erraticum verwechselt – so fehlt sie in älteren Faunenlisten. Tapinoma magnum bildet im Unterschied zu den einheimischen Arten Superkolonien und eine größere Arbeiterinnen-Morphe (eine Soldatenkaste) aus. Heimat ist ursprünglich vermutlich Nordafrika. Erstnachweis in Deutschland 2011 in einer Baumschule in Ingelheim, vermutlich mit Wurzelballen aus dem Mittelmeerraum verschleppt.[8] Inzwischen weiter verschleppt und auch in Belgien gefunden.[9]
- Tapinoma melanocephalum (Fabricius, 1793). Weltweit verschleppt. In Mitteleuropa nicht im Freiland, nur in Gebäuden.

Die Arbeiterinnen sind im Allgemeinen Nahrungssammler, einige Arten bevorzugen Honigtau von Blatt- oder Schildläusen. Sie nisten in einer Vielzahl von Habitaten, darunter Grasland, offene Felder, Wälder oder im Innern von Gebäuden. Die meisten Arten nisten im Boden unter Gegenständen wie Steinen oder Baumstämmen, andere Arten bauen Nester unter der Rinde von Bäumen und Baumstümpfen, in Pflanzenhöhlen, Pflanzengallen oder menschengemachten Substraten. Die Nester können sehr groß werden, oft enthalten sie hunderte flügellose (dealate) Königinnen gleichzeitig.

## Arten

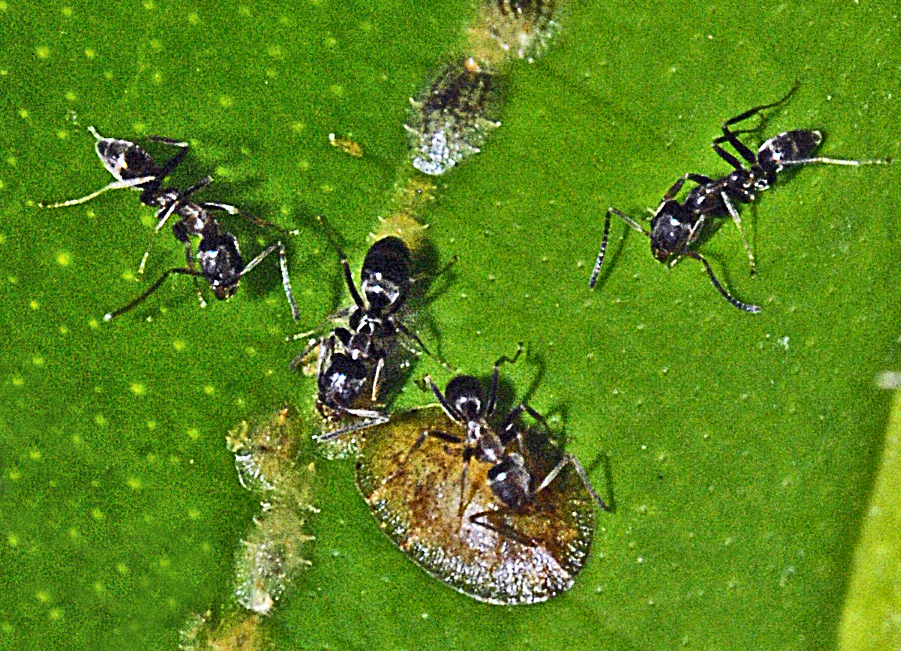
Tapinoma-Art bei Schildläusen auf einem Zitrus-Blatt

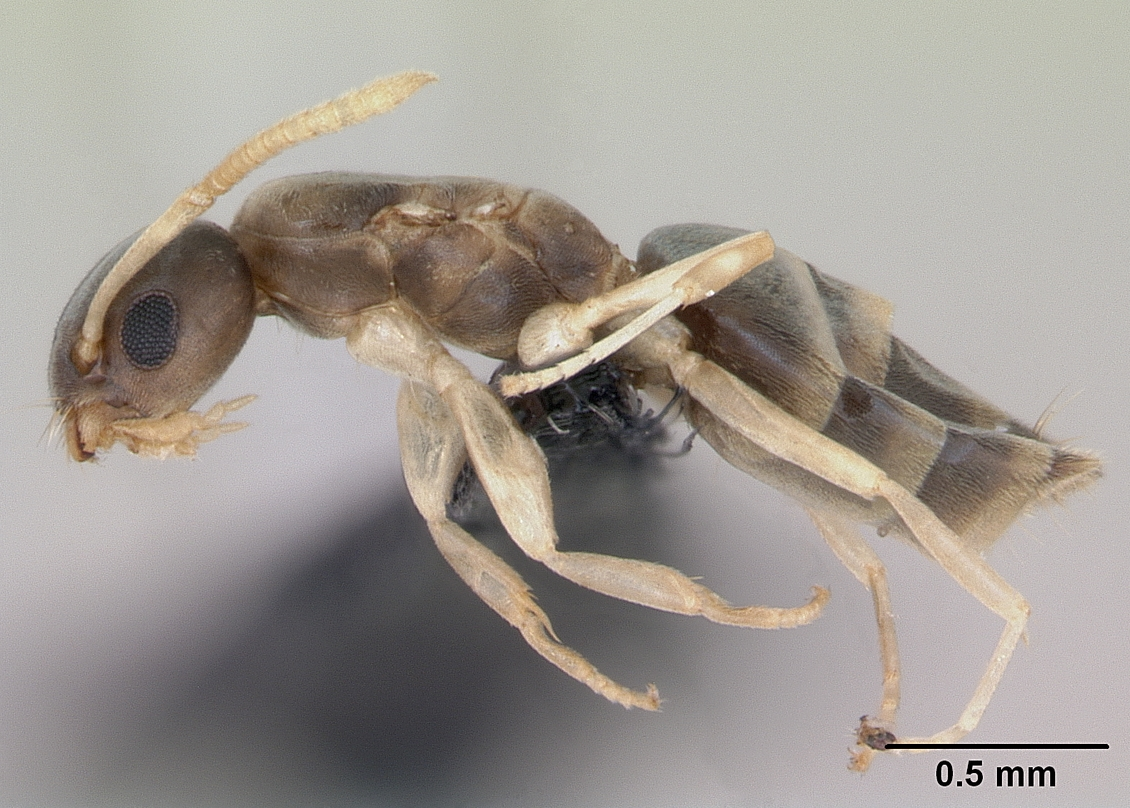
Tapinoma melanocephalum, Seitenansicht

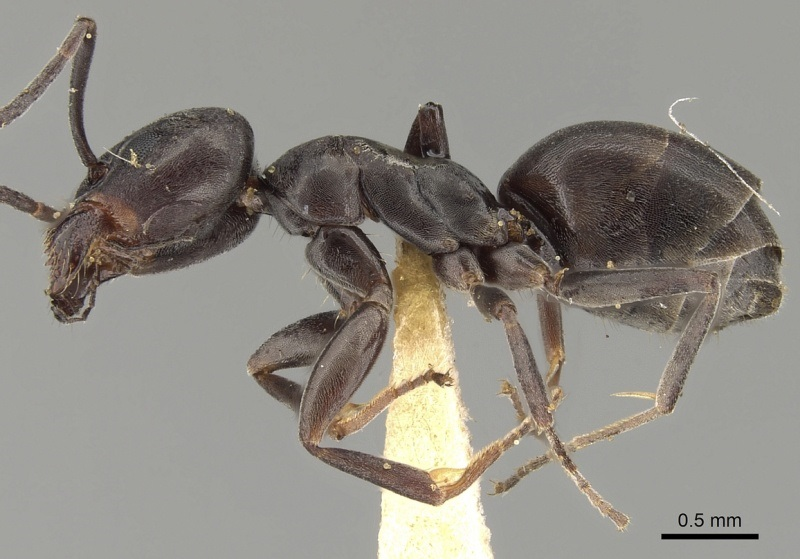
Aufgespießte Tapinoma nigerrimum

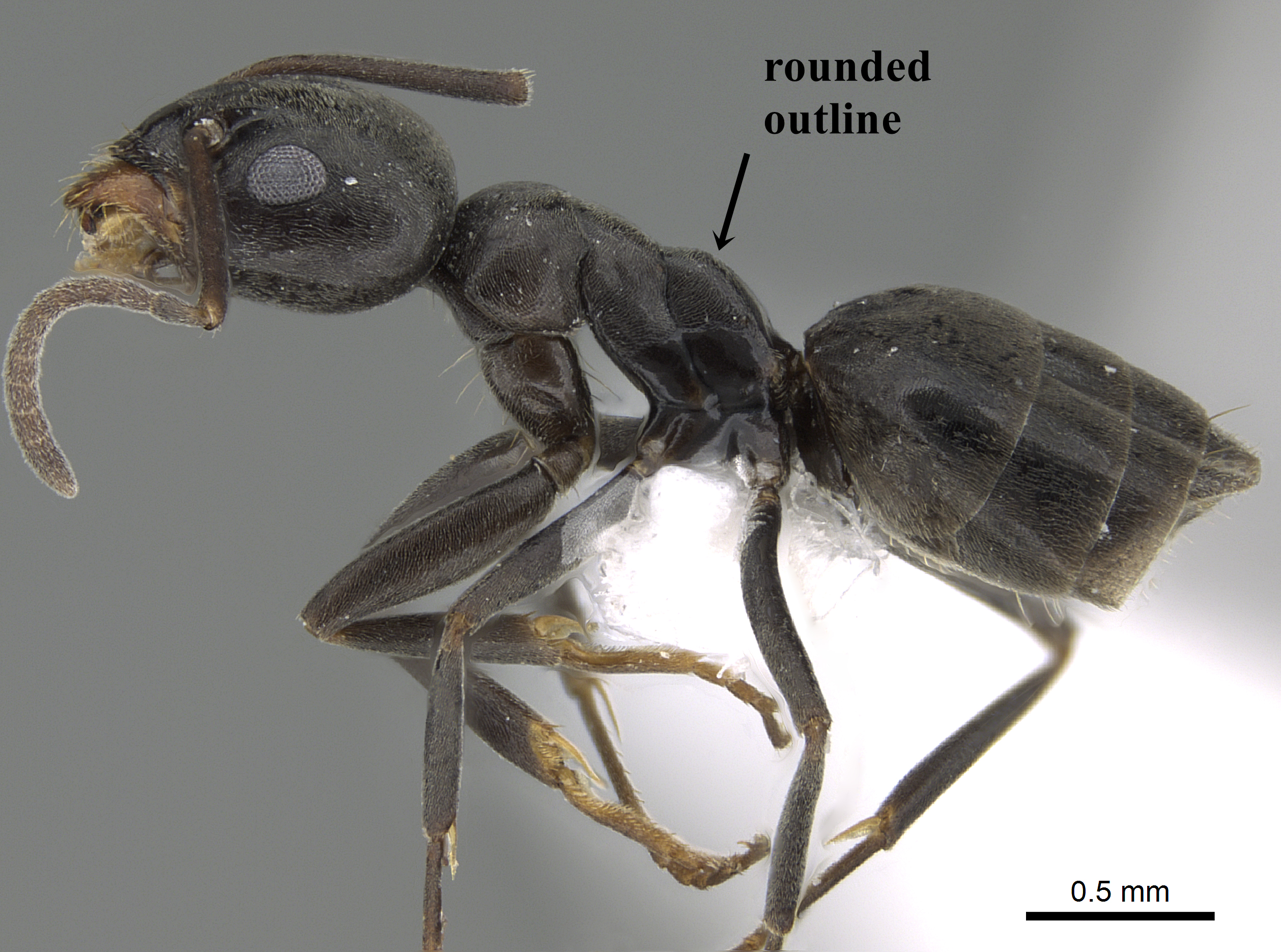
Tapinoma simrothi mit Hinweis auf Kennzeichen und Größenangabe – das abgebildete Exemplar ist also realiter gute 3 mm groß

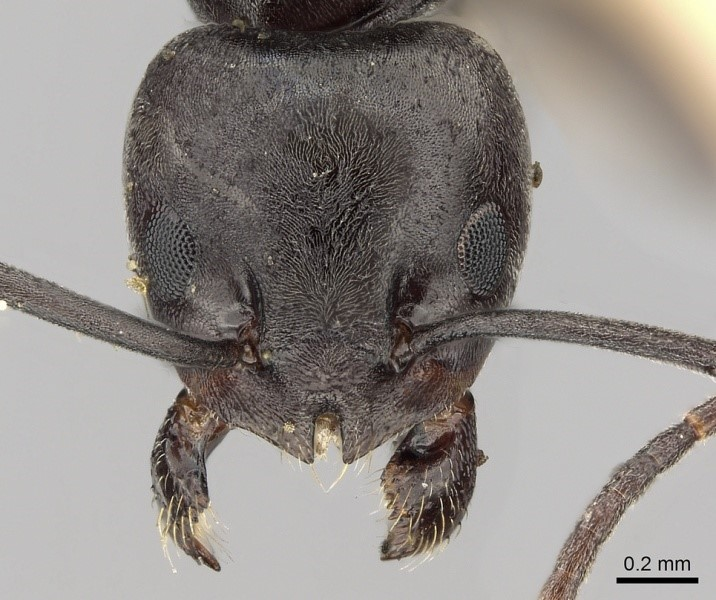
Kopf einer T. nigerrimum

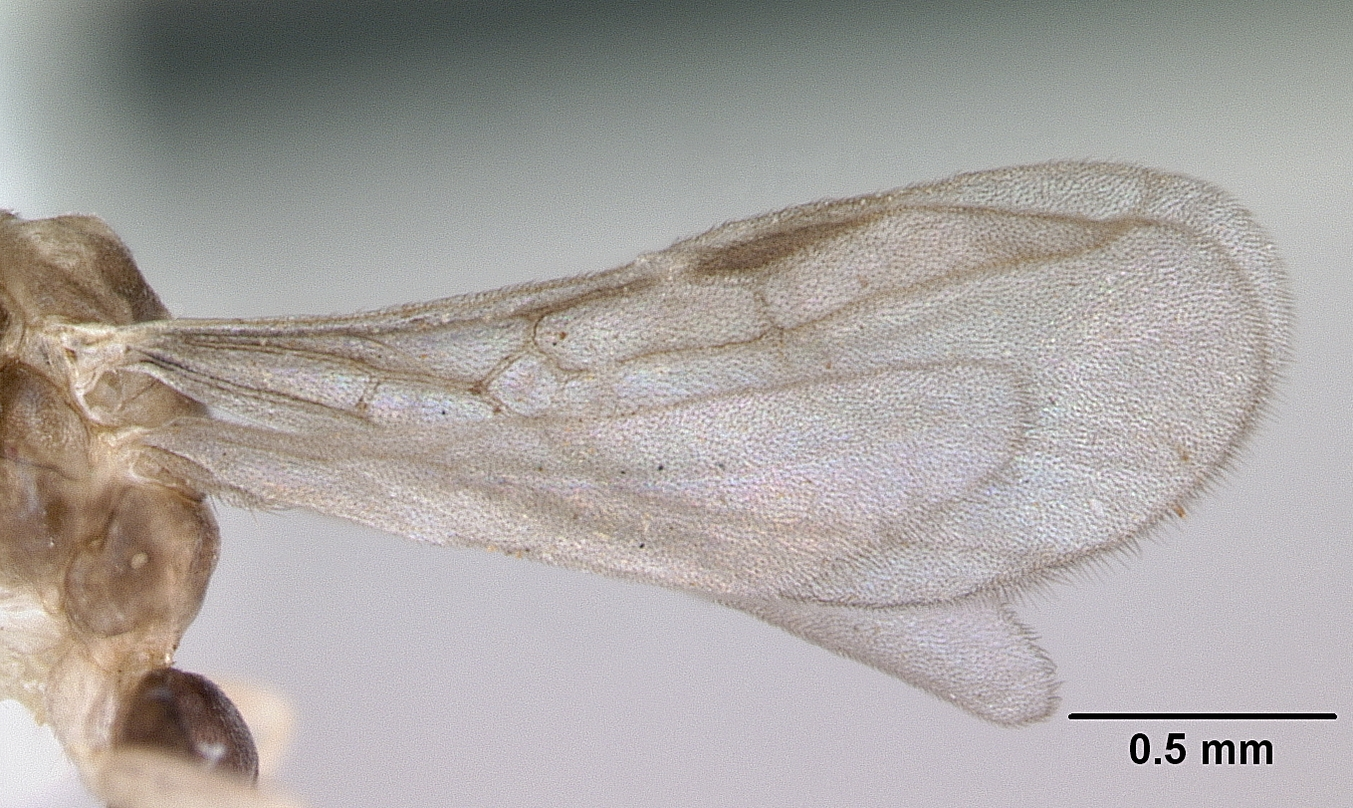
Flügel einer T. melanocephalum

- Tapinoma aberrans (Santschi, 1911)
- Tapinoma acuminatum Forel, 1907
- Tapinoma albinase (Forel, 1910)
- Tapinoma albomaculatum (Karavaiev, 1926)
- Tapinoma amazone Wheeler, 1934
- Tapinoma andamanense Forel, 1903
- Tapinoma annandalei (Wheeler, 1928)
- Tapinoma antarcticum Forel, 1904
- Tapinoma arnoldi Forel, 1913
- Tapinoma atriceps Emery, 1888
- †Tapinoma baculum Zhang, 1989
- Tapinoma carininotum Weber, 1943
- Tapinoma chiaromontei Menozzi, 1930
- Tapinoma christophi Emery, 1925
- Tapinoma danitschi Forel, 1915
- Tapinoma demissum Bolton, 1995
- †Tapinoma electrinum Dlussky & Perkovsky, 2002
- Tapinoma emeryanum Kuznetsov-Ugamsky, 1927
- Tapinoma emeryi (Ashmead, 1905)
- Tapinoma epinotale Karavaiev, 1935
- Tapinoma erraticum (Latreille, 1798)
- Tapinoma festae Emery, 1925
- Tapinoma flavidum André, 1892
- Tapinoma fragile Smith, 1876
- Tapinoma funiculare Santschi, 1928
- Tapinoma geei Wheeler, 1927
- Tapinoma gibbosum Stitz, 1933
- †Tapinoma glaesaria Perrichot, Salas-Gismondi & Antoine, 2019 (formerly T. aberrans Dlussky, 2002)[11]
- Tapinoma glaucum (Viehmeyer, 1916)
- Tapinoma heyeri Forel, 1902
- Tapinoma himalaica Bharti, Kumar & Dubovikoff, 2013
- Tapinoma indicum Forel, 1895
- Tapinoma israele Forel, 1904
- Tapinoma karavaievi Emery, 1925
- Tapinoma kinburni Karavaiev, 1937
- Tapinoma krakatauae (Wheeler, 1924)
- Tapinoma latifrons (Karavaiev, 1933)
- Tapinoma litorale Wheeler, 1905
- Tapinoma luffae (Kurian, 1955)
- Tapinoma lugubre Santschi, 1917
- Tapinoma luridum Emery, 1908
- Tapinoma luteum (Emery, 1895)
- Tapinoma madeirense Forel, 1895
- Tapinoma magnum Mayr, 1861[12]
- Tapinoma melanocephalum (Fabricius, 1793)
- Tapinoma minimum Mayr, 1895
- Tapinoma minor Bernard, 1945
- †Tapinoma minutissimum Emery, 1891
- Tapinoma minutum Mayr, 1862
- Tapinoma modestum Santschi, 1932
- Tapinoma muelleri Karavaiev, 1926
- †Tapinoma neli Perrichot, Salas-Gismondi & Antoine, 2019[11]
- Tapinoma nigerrimum (Nylander, 1856)
- Tapinoma opacum Wheeler & Mann, 1914
- Tapinoma orthocephalum Stitz, 1934
- Tapinoma panamense Wheeler, 1934
- Tapinoma philippinense Donisthorpe, 1942
- Tapinoma pomone Donisthorpe, 1947
- Tapinoma pygmaeum (Dufour, 1857)
- Tapinoma ramulorum Emery, 1896
- Tapinoma rasenum Smith & Lavigne, 1973
- Tapinoma rectinotum Wheeler, 1927
- Tapinoma sahohime Terayama, 2013
- Tapinoma schreiberi Hamm, 2010
- Tapinoma schultzei (Forel, 1910)
- Tapinoma sessile (Say, 1836)
- Tapinoma silvestrii Wheeler, 1928
- Tapinoma simrothi Krausse, 1911
- Tapinoma sinense Emery, 1925
- Tapinoma subboreale Seifert, 2012
- Tapinoma subtile Santschi, 1911
- †Tapinoma troche Wilson, 1985
- Tapinoma wheeleri (Mann, 1935)
- Tapinoma williamsi (Wheeler, 1935)
- Tapinoma wilsoni Sharaf & Aldawood, 2012
- Tapinoma wroughtonii Forel, 1904

### Die ArtTapinoma magnumals Neozoon in Mitteleuropa

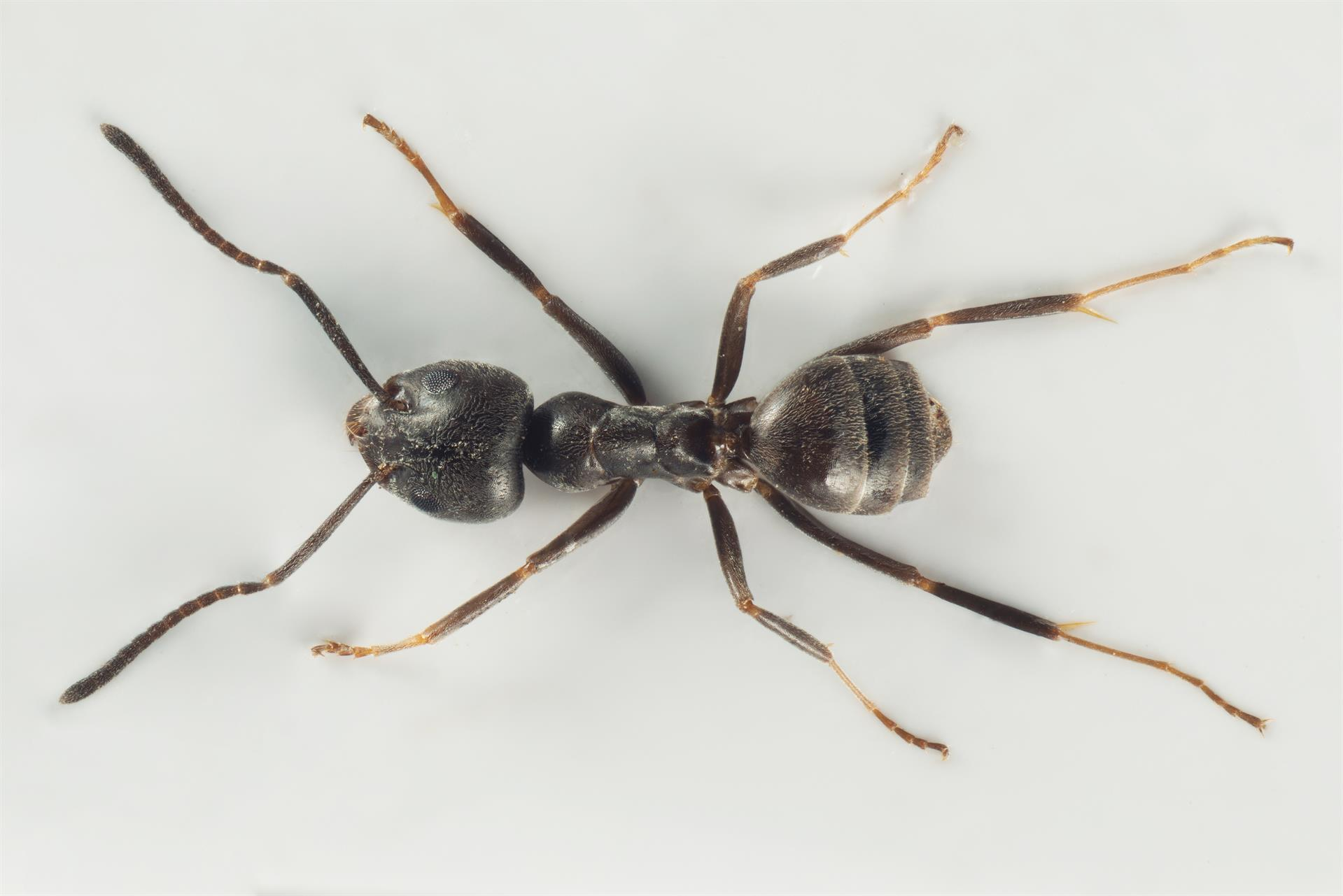
Tapinoma magnum-Arbeiterin

Im Frühjahr 2024 hat die zum taxonomischen Komplex T. nigerrimum gehörende, aus dem Mittelmeerraum stammende Tapinoma magnum, gelegentlich „Große Drüsenameise“ genannt, als Neozoon im baden-württembergischen Kehl eine „Superkolonie“ gebildet und sorgte in der Stadt für Strom- und Internet-Ausfälle; in dieser Großregion ist sie bereits seit 2009 an mehreren Orten dokumentiert, außerdem seit Sommer 2022 auch im südwestdeutschen Fischingen an der deutsch-schweizerischen Grenze. Seit spätestens Mitte 2025 hat die Art den Raum Schwetzingen erreicht. Die Gemeindeverwaltung von Oftersheim gibt Tipps zur Bekämpfung der Ameisen. Auch in Landau ist die Art angekommen.
Die Art stammt vermutlich aus dem westlichen Teil des Mittelmeerraums und wird auch für Griechenland als invasiv beschrieben; sie ist bekannt aus Nordafrika von Marokko bis nach Tunesien, in ganz Italien, auf den Mittelmeer-Inseln Korsika und Sardinien sowie in vielen befallenen Städten im Westen Frankreichs. Darüber hinaus hatte sie sich 2018 an mehreren Orten im Kanton Waadt (Vaud, VD) am Genfersee in der Schweiz angesiedelt: Cully, Ecublens, Pully und Saint-Sulpice, was als „ziemlich sicher mit Topfpflanzen eingeführt“ beschrieben wird. In der Stadt Zürich (ebenfalls CH) wurde ein Befall im Sommer 2022 erfolgreich bekämpft. Mit Stand von Anfang Juni 2025 waren alleine im Kanton Zürich vier Gemeinden von einem großflächigen Befall betroffen, Oberengstringen, Oetwil an der Limmat, Volketswil und Winterthur.
T. magnum kommt vor in anthropogenen Umgebungen wie Friedhöfen, Gärten, Parks oder Parkplätzen; ihre unterirdischen Nester befinden sich gern nahe Mauern, unter Platten und Pflastersteinen, in und unter Blumenkästen, auch im offenen Boden in gut exponierten Bereichen; und sie sind markiert durch feines, ausgegrabenes Material wie Kies, Sand und Erde um die Eingänge herum, dabei werden auch Hügel aus feiner Erde gebildet, und gelegentlich gelangt sie in Häuser. Die Art ist äußerst polygyn – sie hat zahlreiche Königinnen. T. magnum sticht nicht, aber beißt rasch. Ihre Omnipräsenz in besiedelten Gebieten ist eine offensichtliche Konkurrenz für andere Ameisenarten und wurde als negativ für Kulturpflanzen beobachtet. Die in der Schweiz vorkommenden Tapinoma-Arten sind mit 2 bis 3,5 Millimetern Länge eher klein, dabei schwarz und mit einer charakteristischen Kerbe an der Vorderseite des Kopfschilds; sie riechen beim Zerdrücken nach ranziger Butter. Die Besonderheit von T. magnum liegt in der breiten Größenvariabilität der Arbeiterinnen.